# Dexter Gordon

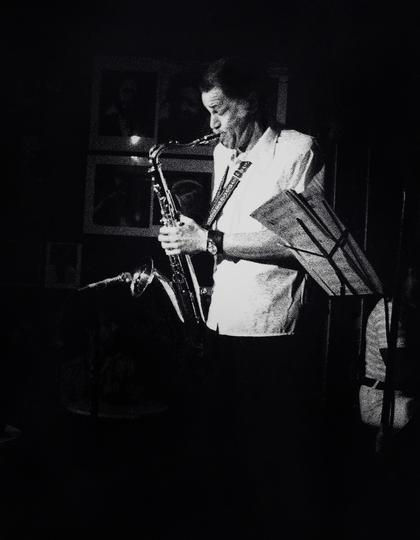
Dexter Gordon live in Amsterdam (1980)

Dexter Gordon (* 27. Februar 1923 in Los Angeles; † 25. April 1990 in Philadelphia) war ein US-amerikanischer Tenorsaxophonist.

## Leben und Wirken
Dexter Gordon wird als der erste bedeutende Hard-Bop-Saxophonist gesehen. Nach Unterricht bei Lloyd Reese begann seine Karriere 1940 in der Band von Lionel Hampton, in der er bis 1942 blieb. Nach kurzen Auftritten zusammen mit dem Fletcher Henderson Orchestra und Louis Armstrong zog er 1944 nach New York und spielte dort in der Big Band von Billy Eckstine (Billy Eckstine and His Orchestra).
Mit zwanzig Jahren nahm er erstmals unter eigenem Namen auf („I've Found A New Baby“ / „Sweet Lorraine“ für Mercury); seine Mitspieler waren Harry Sweets Edison und Nat King Cole. 1945 entstanden Aufnahmen mit Sir Charles Thompsons All Stars mit Charlie Parker sowie seine ersten Plattenaufnahmen für Savoy, die seine Kompositionen „Dexter's Cuttin´ Out“ und „Dexter's Minor Mad“ veröffentlichten (später als LP Long Tall Dexter). Im Januar 1946 nahm er mit Bud Powell, Curly Russell und Max Roach auf („I Can't Escape From You“/„Dexter Digs In“); 1947 hatte er ein Quintett mit Teddy Edwards, mit dem er für Dial Records aufnahm. An diesen Aufnahmen, die zu den bedeutendsten seiner Karriere gehören, wirkten auch Melba Liston, Jimmy Rowles und Red Callender mit.
In den Folgejahren spielte er mit verschiedenen Musikern, sowohl an der Ost- wie auch der Westküste (z. B. mit Dizzy Gillespie). Eine besondere Live-Attraktion waren die Saxophon-Duelle mit seinem Kollegen Wardell Gray („The Chase“) und Gene Ammons („Blowing the Blues away“ in Billy Eckstines Band), die auch auf zahlreichen Platten zwischen 1947 und 1952 verewigt wurden. 1950 begleitete er die Sängerin Helen Humes.
In den 1950er Jahren wurde seine Produktivität durch die zunehmenden körperlichen und rechtlichen Folgen seiner Drogensucht beeinträchtigt, die er erst um 1960 wieder in den Griff bekam. 1954 war er als Komponist, Musiker und Schauspieler am Theaterstück The Connection beteiligt, einer Produktion des „Living Theatre“, an der auch Jackie McLean mitwirkte. 1955 nahm er mit Conte Candoli, Frank Rosolino, Kenny Drew für Bethlehem Records auf.
Im Oktober 1960 hatte Gordon erstmals wieder Gelegenheit zu Plattenaufnahmen; für Jazzland entstand The Resurgence of Dexter Gordon mit lokalen Musikern aus LA um Larance Marable. 1961 hatte er dann ein Comeback mit einigen erfolgreichen Blue-Note-Aufnahmen, wie Doin´ Alright mit Freddie Hubbard und Go! mit Sonny Clark. Er trat auch kurz in New York auf (das er das erste Mal seit 12 Jahren wiedersah), ließ sich dann aber nach dem Erfolg einer Europa-Tournee 1962 in Paris nieder (nicht zuletzt wegen der liberaleren Drogengesetze), wo er mit anderen exilamerikanischen Musikern zusammenarbeitete. Aus den 1960er Jahren stammen viele bemerkenswerte Blue-Note-Aufnahmen, wie z. B. Our Man in Paris 1963 mit Bud Powell und dem Schlagzeuger Kenny Clarke oder Gettin´ Around mit Bobby Hutcherson und Barry Harris.

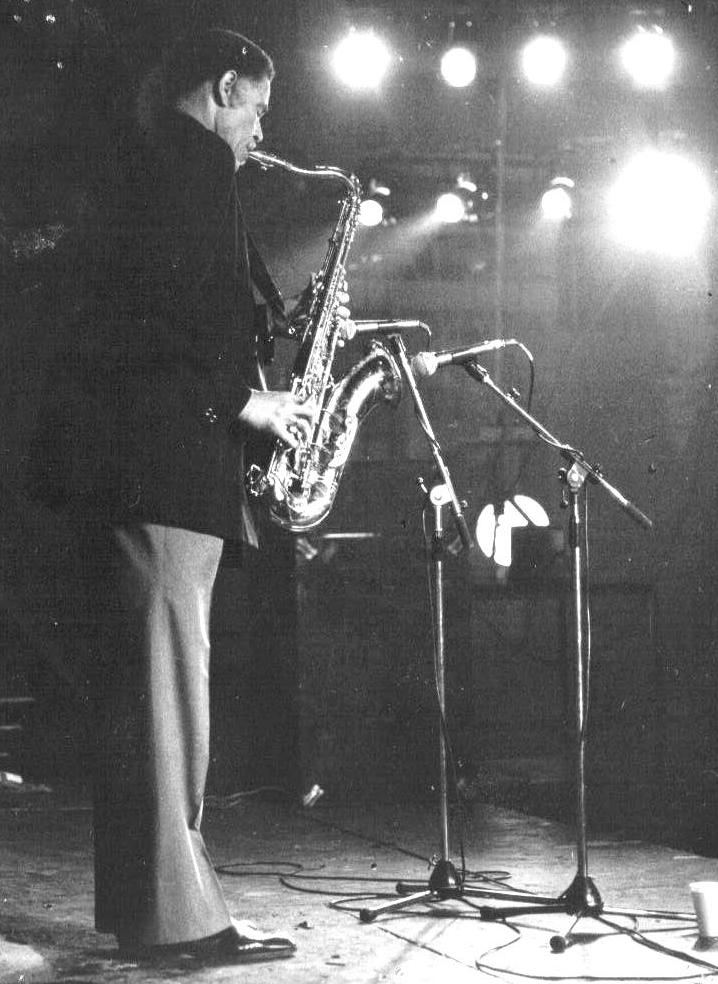
Dexter Gordon, ca. 1980

Ende der 1960er Jahre siedelte Gordon nach Kopenhagen über. Seine Präsenz hatte einen entscheidenden Einfluss auf die Entwicklung der dänischen Jazzszene. Er spielte mit lokalen Musikern wie dem Bassisten Niels-Henning Ørsted Pedersen und spielte bis Mitte der 1970er Jahre eine Reihe begehrter Alben für das dänische Label Steeplechase ein, daneben auch für Prestige bei seinen gelegentlichen Besuchen in den USA, wie das 1970 mit Tommy Flanagan eingespielte Album The Panther!. Auf dem Montreux Jazz Festival 1970 gastierte er mit dem Trio von Junior Mance. 1972 arbeitete er mit der George Gruntz Concert Jazz Band und mit Thad Jones (Ca´Purange). 1976 kehrte Dexter Gordon nach New York zurück. Sein Auftritt im Village Vanguard wurde ein Triumph (Album Homecoming: Live at the Village Vanguard). 1978 trat er mit Johnny Griffin in der New Yorker Carnegie Hall auf.
1986 hatte er die Hauptrolle des Dale Turner in Bertrand Taverniers Film Round Midnight (Um Mitternacht), der Bud Powell und Lester Young gewidmet war. Ungeachtet dessen hat die Geschichte des Films auch Ähnlichkeiten mit Dexter Gordons eigener Biographie. Für die Rolle wurde er für den Oscar nominiert. Der Auftritt in Round Midnight war sein dritter Filmauftritt. Seinen ersten, etwas seltsamen Auftritt hatte er, während er wegen Heroinbesitzes im Gefängnis saß. Im Film Unchained spielte er einen Gefängnisinsassen, der Mitglied einer Gefängnisband ist. Der Soundtrack hierzu wurde später allerdings neu vertont. 1990 spielte er in dem Penny-Marshall-Film Zeit des Erwachens neben Robert De Niro und Robin Williams einen an Europäischer Schlafkrankheit leidenden Patienten.
Für den Soundtrack des Films Round Midnight spielte Gordon mit Wayne Shorter, Bobby Hutcherson, Herbie Hancock, John McLaughlin, Pierre Michelot und Billy Higgins zusammen. 1987 entstanden Dexter Gordons letzte Aufnahmen beim Chicago Jazz Festival und mit dem Sänger Tony Bennett.
Dexter Gordons Klang war voluminös und geschmeidig mit einer Tendenz leicht „zurück“, d. h. hinter dem Beat, zu spielen. Einer seiner größten Einflüsse war Lester Young. Dexter wird als nicht so revolutionär wie Charlie Parker oder John Coltrane eingeschätzt. Doch sein für damalige Verhältnisse progressives Spiel inspirierte viele Musiker, insbesondere den jungen Coltrane. Eine Besonderheit seiner Live-Auftritte war seine Angewohnheit, vor dem Spielen eines Jazzstandards zuerst den Text zu rezitieren.
Aufgrund seiner Körpergröße von 1,96 m trug er den Spitznamen Long Tall Dex.

## Auszeichnungen
Vom amerikanischen Jazz-Magazin Down Beat wurde er 1978 und 1980 zum Musiker des Jahres gewählt.

## Aufnahmen
- Dexter Gordon on Dial; The Complete Recordings (Spotlite, 1947)
- Doin Alright (1961, Blue Note)
- Dexter Calling (1961, Blue Note)
- GO! (1962, Blue Note)
- A Swingin’ Affair (1962, Blue Note)
- Our Man in Paris (1963, Blue Note)
- One Flight Up (1964, Blue Note)
- Clubhouse (1965, Blue Note, ed. 1979)
- More than You Know (SteepleChase, 1975)
- Homecoming: Live at the Village Vanguard (Columbia, 1977)
- The Other Side of Round Midnight (Blue Note)
- Tokyo 1975 (Elemental, ed. 2018)
- Espace Cardin 1977 (Elemental, ed. 2018)
- At the Subway Club 1973 (Elemental, ed. 2019)

## Filmografie
- 1955: Unchained (im Abspann nicht genannter Auftritt als Saxophonspieler)
- 1986: Um Mitternacht (Round Midnight) (Hauptrolle, musikalische Beratung und Komponist der Songs Society Red und Tivoli)
- 1990: Zeit des Erwachens (Awakenings)